# Louise Hanson-Dyer

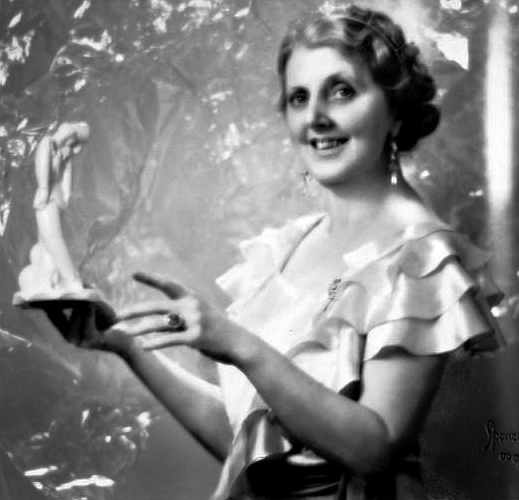
Louise Hanson-Dyer (ca. 1920)

Louise Berta Mosson Hanson-Dyer (19. Juli 1884 – 9. November 1962 in Monaco) war eine australische Musikverlegerin und Kunstmäzenin.

## Werdegang
Sie wuchs in Melbourne auf. Ihre Mutter war Marion Jane Higgins, ihr Vater war Louis Smith, ein Arzt und Parlamentarier. Ihr Bruder war Sir Harold Gengoult Smith, der von 1931 bis 1934 Oberbürgermeister von Melbourne war. Sie studierte am Albert Street Conservatorium, und anschließend von 1907 bis 1908 in London und Edinburgh und gewann als Pianistin die Goldmedaille des Royal College of Music, London.
Im Jahr 1911 heiratete sie James Dyer, einen 27 Jahre älteren schottischen Geschäftsmann. Sie hatte ein aktives soziales Leben und war von 1919 bis 1921 und von 1924 bis 1926 Präsidentin der Presbyterian Ladies' Old Scholars. Sie war auch ein aktives Mitglied der Alliance Française. Hanson-Dyer war eine großzügige Kunstmäzenin, die Privatkonzerte mit Barockmusik, insbesondere französischer Musik, organisierte. Sie war die treibende Kraft bei der Gründung der British Music Society of Victoria im Jahr 1921. Im Jahr 1924 unterstützte sie John Shaw Neilson bei der Veröffentlichung seines ersten großen Gedichtbandes und spendete später 10.000 Pfund zur Gründung des Melbourne Symphony Orchestra.
Zusammen mit ihrem Mann zog sie 1927 nach London und 1928 nach Paris, wo sie ihre Sammlung von Musikdrucken, Partituren und wissenschaftlichem Material aus dem 15. bis 19. Jahrhundert begannen. 1932 gründete sie den Verlag Éditions de l'Oiseau-Lyre, der historische Ausgaben der Musik von Lully, Couperin, Jacopo da Bologna und Purcell herausgab. Sie veröffentlichte auch Werke moderner australischer Komponisten, vor allem von Peggy Glanville-Hicks und Margaret Sutherland. Sie führte den Verlag bis zu ihrem Tod weiter. Hanson-Dyer förderte moderne Komponisten wie Georges Auric, Benjamin Britten, Joseph Canteloube, Gustav Holst, Jacques Ibert, Vincent d’Indy, Charles Koechlin, Darius Milhaud, Albert Roussel und Henri Sauguet. 1934 wurde sie zum Ritter der Ehrenlegion ernannt und 1957 zum Offizier derselben.
James Dyer starb 1938. Im folgenden Jahr heiratete sie den 30-jährigen britischen Literaturwissenschaftler Joseph Birch „Jeff“ Hanson und zog nach England, wo er am Balliol College, Oxford studierte. Sie zogen 1945 nach Monaco, wo sie starb und ihr australisches Vermögen im Wert von rund 240.000 Pfund der University of Melbourne hinterließ. Ihr europäisches Vermögen hinterließ sie ihrem Ehemann.

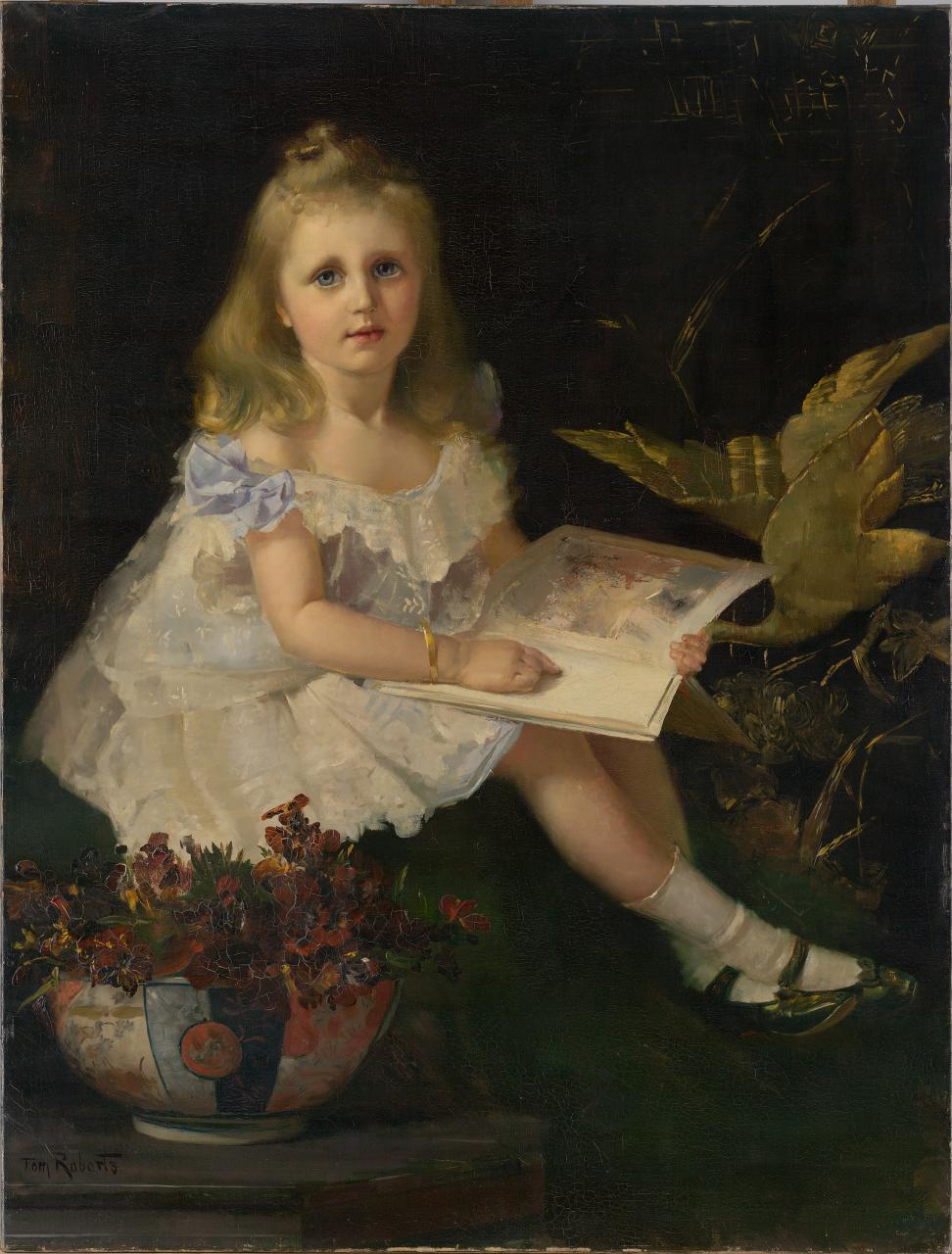
Louise, Tochter von Louis Smith Portrait von Tom Roberts, 1888

## Erbe
Jeff Hanson heiratete erneut, und als er 1971 starb, führte seine Witwe Margarita M. Hanson den Verlag Éditions de l'Oiseau-Lyre bis 1996 weiter. 1986 vermachte Margarita die Sammlung alter europäischer Musik, klassischer Drucke, Manuskripte und Partituren der Universität Melbourne.
Die Musikbibliothek der Universität Melbourne wurde ihr zu Ehren in Louise Hanson-Dyer Music Library umbenannt, und die Universität gründete Lyrebird Press, um ihr Werk fortzuführen
Porträts von ihr von Tom Roberts und W. B. McInnes hängen in der National Gallery of Victoria und im Presbyterian Ladies' College in Melbourne.